# Inibitore della pompa protonica
Gli inibitori della pompa protonica (IPP, impropriamente noti anche come"gastroprotettori" e Prazoli) sono un gruppo di molecole la cui azione principale è una pronunciata riduzione di lunga durata (dalle 18 alle 24 ore) dell'acidità dei succhi gastrici.
Il gruppo degli IPP è il successore degli antistaminici H2 (come la ranitidina) e sono largamente più diffusi di questi ultimi per la loro maggiore efficacia.

## Usi clinici
Questi medicinali sono utilizzati nel trattamento sintomatico ed eziologico di diverse sindromi, come:
- la dispepsia
- l'ulcera gastro-duodenale
  - gli IPP sono utilizzati per curare o prevenire le ulcere gastriche e duodenali. Sono anche usati associati ad alcuni antibiotici nel trattamento della gastrite da Helicobacter pylori. Gli antibiotici sono poco efficaci in soluzioni acide, ragion per cui gli IPP sono indispensabili.
- la sindrome di Zollinger-Ellison
- la malattia da reflusso gastroesofageo.

Gli IPP sono anche utilizzati in pazienti trattati con acido acetilsalicilico o altri FANS a lungo termine. Tali farmaci, inibendo la funzione dell'enzima ciclossigenasi 1 (COX 1), hanno come effetto collaterale una riduzione della sintesi di prostaglandine, processo che dipende dallo stesso enzima. Poiché tra le funzioni delle prostaglandine c'è la protezione della mucosa gastrica dall'acidità, si utilizzano gli IPP al fine di ridurre l'acidità e proteggere la mucosa gastrica.
Nonostante alcune differenze a livello di farmacocinetica, tutte le diverse molecole degli IPP non sembrano avere profili di efficacia clinica significativamente diversi tra loro, anche nei protocolli per l'eradicazione dell'Helicobacter pylori; in ambito di sanità pubblica e farmacoeconomia, la scelta tra i diversi IPP dovrebbe quindi tenere conto anche del rapporto costi/benefici, orientandola in direzione delle molecole più economiche a parità di efficacia (come il lansoprazolo).

## Meccanismo d'azione
Questo tipo di medicinale inibisce l'enzima gastrico H+/K+-ATPasi (la pompa a protoni), catalizzatore dello scambio degli ioni H+ e K+. Questo crea un'inibizione efficace sulla secrezione acida.
Nel micro-canale dove il pH è basso, vicino al 2, questi inibitori vengono ionizzati e trasformati in molecole che stabiliscono dei legami covalenti col gruppo tiolico (SH) della cisteina della sotto-unità della pompa. Così facendo la pompa è inibita in modo irreversibile. La ripresa dell'attività di pompaggio necessita la produzione di nuove pompe. Mediamente il tempo per la sintesi di nuove pompe è tra le 18 e le 24 ore, un'unica dose permette un'inibizione di circa 24 ore.
Il fatto che gli inibitori siano attivi solo in ambiente acido, prima della protonazione, spiega che hanno un effetto minimo sulla H+/K+-ATPasi extra-gastrica situata al livello del retto e del colon.
Se questi inibitori fossero somministrati per scopo non gastrico, si trasformerebbero in metaboliti attivi nello stomaco, poiché nei micro-canali si raggiunge una concentrazione tale da inibire la pompa a protoni.
La secrezione di Cl-, parallela a quella dell'H+ per produrre HCl, non è direttamente modificata dagli inibitori della H+/K+-ATPasi. Il meccanismo della secrezione di Cl- resta ancora poco conosciuto. Sembra comunque essere legato a quella del potassio, che permette il riciclaggio di quest'ultimo.
Una conseguenza dell'inibizione dell'H+/K+-ATPasi gastrico è l'aumento esponenziale della gastrinemia, molto importante nei topi, ma di scarso rilievo nell'uomo. L'ipergastrinemia potrebbe dare il via a un'iperplasia delle cellule enterocromaffini.

## Esempi
- Omeprazolo (Omeprazen, Antra, Mepral, Losec, Logastric) disponibile sotto forma di medicinale equivalente, generalmente in capsule da 10 mg e da 20 mg, dal 2002;
- Lansoprazolo (Dakar, Prevacid, Lansox) disponibile sotto forma di medicinale equivalente, generalmente in capsule da 15 mg e da 30 mg, dal 2007;
- Esomeprazolo (Lucen, Axagon, Inexium, Nexium) nei dosaggi da 10 mg in bustina come granulato gastroresistente per sospensione orale, da 20 mg e da 40 mg come compresse in blister; disponibile sotto forma di medicinale equivalente, generalmente in capsule da 20 mg e da 40 mg, dal 2011;
- Pantoprazolo (Pantoloc, Inipomp, Pantopan, Pantorc) disponibile sotto forma di medicinale equivalente, generalmente in capsule da 20 mg e da 40 mg, dal 2009;
- Rabeprazolo sodico (Pariet, AcipHex) disponibile sotto forma di medicinale equivalente, generalmente in capsule da 10 mg e da 20 mg, dal 2012;
- Ilaprazolo (Noltec) disponibile per il momento solo in Asia; in Europa e Nord America non è ancora stato approvato dalle rispettive agenzie, anche se è in lista;
- Tenatoprazolo molecola caratterizzata da un'emivita molto lunga, ancora in fase di studio clinico.
- Dexlansoprazolo

## Effetti indesiderati
Questi medicinali sono generalmente ben tollerati. La maggioranza degli effetti indesiderati sono leggeri e transitori.
Gli effetti indesiderati seguenti costituiscono una minoranza sul totale: diarrea, cefalea, flatulenza, dolori addominali, stordimenti/vertigini, eruzioni cutanee, palpitazioni cardiache.
In certi casi gli effetti indesiderati spariscono con l'interruzione del trattamento.
Potrebbe verificarsi un effetto osteoporotico dopo un utilizzo prolungato, aumentando sensibilmente il numero di fratture del collo del femore.
L'MHRA, autorità sanitaria britannica, ha emanato delle linee guida che raccomandano ai medici la misurazione dei livelli di magnesio prima e dopo i trattamenti con IPP protratti oltre tre mesi, a seguito di studi che hanno evidenziato casi di importante carenza. Oltre i dodici mesi, si è evidenziato un rischio di osteoporosi e fratture alle ossa maggiore del 30-40% rispetto alla baseline.
L'assunzione prolungata di inibitori della pompa protonica (IPP) può essere associata a un'alterazione del livello di cromogranina A (CgA) che in sede di analisi viene utilizzata come marcatore dei tumori neuroendocrini. I livelli di cromogranina A ritornano normali dopo 14 giorni dall'interruzione del trattamento con farmaci IPP.
Uno studio condotto su larga scala e pubblicato nel 2016 argomentava come l'assunzione prolungata di inibitori di pompa protonica negli anziani aumentasse il rischio di sviluppare segni progressivi della demenza. Tuttavia, un altro studio del 2019 ha smontato questa teoria.